# Bernarda
Bernarda je žensko osebno ime.

## Izvor imena
Bernarda je ženska oblika imena Bernard.

## Različice imena
Bernadet, Bernardetta, Bernardette, Bernardica, Bernardika, Bernardka, Bernardina, Bernatka

## Pogostost imena
Po podatkih Statističnega urada Republike Slovenije je bilo na dan 31. decembra 2007 v Sloveniji 3.100 oseb z imenom Bernarda. Na ta dan je bilo to ime po pogostosti uporabe na 89. mestu.

## Osebni praznik
Osebe z imenom Bernarda ali s katero od navedenih različic godujejo takrat kot Bernard, to je  28. maja in 20. avgusta ali pa takrat kot osebe z imenom Bernardka, to je 16. aprila.

## Znane osebe
Bernarda Fink (pevka resne glasbe), Bernarda Žarn (TV voditeljica)